# Europa Cup i ishockey 1971-72
Europa Cup 1971-72 var den syvende udgave af Europa Cup'en i ishockey, arrangeret af International Ice Hockey Federation, og turneringen med deltagelse af 16 hold blev spillet i perioden fra august 1971 til 5. december 1972.
Turneringen blev vundet af HK CSKA Moskva fra Sovjetunionen, som i finalen besejrede Brynäs IF fra Sverige med samlet 16-5 over to kampe. Det var fjerde sæson i træk, at turneringen blev vundet af HK CSKA Moskva.

## Format og hold
De nationale mestre i sæsonen 1970-71 i IIHF's medlemslande i Europa kunne deltage i turneringen, sammen med den forsvarende mester, HK CSKA Moskva. Turneringen blev afviklet som en cupturnering, hvor hvert opgør blev spillet over to kampe, idet holdene mødtes på både hjemme- og udebane. Opgørene blev afgjort i form at summen af de to resultater, og hvis stillingen var uafgjort, blev opgøret afgjort i straffeslagskonkurrence umiddelbart efter den anden kamp.
| - SG Cortina - EC Klagenfurter AC - Tilburg Trappers - EV Füssen - Chamonix HC - HC La Chaux-de-Fonds - Vålerenga IF - Ferencvárosi TC | - HK CSKA Sofia - Podhale Nowy Targ - HK Jesenice - SG Dynamo Weißwasser - Brynäs IF - Porin Ässät - ASD Dukla Jihlava - HK CSKA Moskva (forsvarende mester) |

## Resultater

### Første runde
| Datoer | Datoer | Hjemmehold i 1.kamp  | Hjemmehold i 2.kamp  | Total | 1.kamp       | 2.kamp       |
| ------ | ------ | -------------------- | -------------------- | ----- | ------------ | ------------ |
|        |        | SG Dynamo Weißwasser | HK CSKA Sofia        | 15−3  | 9−0          | 6−3          |
| 30.8.  | 4.9.   | SG Cortina           | HC La Chaux-de-Fonds | 3−4   | 1−3          | 2−1          |
|        |        | HK Jesenice          | EC Klagenfurter AC   | 9−7   | 5−4          | 4−3          |
|        |        | Podhale Nowy Targ    | Vålerenga IF         | 14−6  | 5−3          | 9−3          |
| 1.10.  | 4.10.  | Tilburg Trappers     | Ferencvárosi TC      | 16−9  | 4−6          | 12−3         |
|        |        | EV Füssen            | Chamonix HC          | w.o.  | Ikke spillet | Ikke spillet |

### Anden runde
| Datoer | Datoer | Hjemmehold i 1.kamp  | Hjemmehold i 2.kamp | Total | 1.kamp | 2.kamp |
| ------ | ------ | -------------------- | ------------------- | ----- | ------ | ------ |
|        |        | Tilburg Trappers     | EV Füssen           | 4−18  | 2−5    | 2−13   |
| 12.10. | 4.11.  | HC La Chaux-de-Fonds | Brynäs IF           | 1−10  | 1−3    | 0−7    |
|        |        | SG Dynamo Weißwasser | HK Jesenice         | 17−5  | 8−0    | 9−5    |
|        |        | Porin Ässät          | Podhale Nowy Targ   | 3−14  | 3−9    | 0−5    |

### Kvartfinaler
| Datoer | Datoer | Hjemmehold i 1.kamp  | Hjemmehold i 2.kamp | Total | 1.kamp | 2.kamp |
| ------ | ------ | -------------------- | ------------------- | ----- | ------ | ------ |
| 17.11. | 30.11. | Brynäs IF            | EV Füssen           | 18−0  | 13−0   | 5−0    |
|        |        | SG Dynamo Weißwasser | Podhale Nowy Targ   | 19−3  | 10−0   | 9−3    |

### Semifinaler
I semifinalerne trådte de forsvarende mestre, HK CSKA Moskva, og de tjekkoslovakiske mestre ASD Dukla Jihlava, ind i turneringen.
| Datoer | Datoer | Hjemmehold i 1.kamp  | Hjemmehold i 2.kamp | Total | 1.kamp | 2.kamp |
| ------ | ------ | -------------------- | ------------------- | ----- | ------ | ------ |
| 21.9.  | 1.10.  | Brynäs IF            | ASD Dukla Jihlava   | 13−6  | 7−4    | 6−2    |
| 8.8.   | 29.10. | SG Dynamo Weißwasser | HK CSKA Moskva      | 5−17  | 1−11   | 4−6    |

### Finale
| Datoer | Datoer | Hjemmehold i 1.kamp | Hjemmehold i 2.kamp | Total | 1.kamp | 2.kamp |
| ------ | ------ | ------------------- | ------------------- | ----- | ------ | ------ |
| 29.11. | 5.12.  | Brynäs IF           | HK CSKA Moskva      | 5−16  | 2−8    | 3−8    |